# Пальинья, Жуан
Жуан Мария Лобу Пальяреш Кошта Алвеш Пальинья Гонсалвеш (порт. João Maria Lobo Alves Palhares Costa Palhinha Gonçalves; род. 9 июля 1995, Лиссабон) — португальский футболист, полузащитник клуба «Бавария» и сборной Португалии. Выступает на правах аренды в клубе «Тоттенхэм Хотспур». Участник двух чемпионатов Европы (2020 и 2024) и чемпионата мира 2022.

## Клубная карьера
Пальинья — воспитанник лиссабонского «Спортинга». 3 февраля 2014 года в матче против «Портимоненсе» он дебютировал в Сегунда лиге. Летом 2015 года для получения игровой практики Жуан на правах аренды перешёл в «Морейренсе». 16 августа в матче против «Ароки» он дебютировал в Сангриш лиге. Летом 2016 года был арендован клубом «Белененсеш». 14 августа в матче против «Витории Сетубал» он дебютировал за новую команду. 17 сентября в поединке против «Витории Гимарайнш» Жуан забил свой первый гол за «Белененсеш».
В начале 2017 года Пальинья вернулся в «Спортинг». 21 января в матче против «Маритиму» он дебютировал за основной состав.
Летом 2018 года Пальинья на правах аренды перешёл в «Брагу». В матче против «Санта-Клара» он дебютировал за новый клуб. 26 августа в поединке против «Авеша» Жуан забил свой первый гол за «Брагу». В 2020 году он помог клубу выиграть Кубок португальской лиги. В том же году Жуан вернулся в «Спортинг».
Летом 2022 года Пальинья перешёл в английский «Фулхэм», подписав контракт на 5 лет. Сумма трансфера составила 20 млн евро. 6 августа в матче против «Ливерпуля» он дебютировал в английской Премьер-лиге. 20 августа в поединке против «Брентфорда» Жуан забил свой первый гол за «Фулхэм».
11 июля 2024 года перешёл в «Баварию», подписав контракт на 4 года. Сумма трансфера составила 56 миллионов евро.

## Международная карьера
В 2014 году в составе сборной Португалии до 19 лет Пальинья стал серебряным призёром чемпионата Европы для юношей не старше 19 лет в Венгрии. На турнире он сыграл в матчах против команд Венгрии и Австрии.
24 марта 2021 года в отборочном турнире чемпионата мира 2022 против сборной Азербайджана Пальинья дебютировал в сборной Португалии заменив Рубена Невиша. 30 марта в поединке мировой квалификации против сборной Люксембурга он забил свой первый гол за национальную команду.
В 2021 году Пальинья принял участие в чемпионате Европы 2020. На турнире он сыграл в матчах против команд Франции и Бельгии.

### Голы за сборную Португалии
| #   | Дата            | Место                                | Противник  | Результат | Счет | Соревнование                     |
| --- | --------------- | ------------------------------------ | ---------- | --------- | ---- | -------------------------------- |
| 01. | 30 марта 2021   | Жози Бартель, Люксембург, Люксембург | Люксембург | 1:3       | 1:3  | Чемпионат мира 2022 квалификация |
| 02. | 12 октября 2021 | Алгарве, Лоле, Португалия            | Люксембург | 4:0       | 5:0  | Чемпионат мира 2022 квалификация |

## Достижения
«Брага»
- Обладатель Кубка португальской лиги: 2019/20

«Спортинг»
- Чемпион Португалии: 2020/21
- Обладатель Кубка португальской лиги: 2020/21
- Обладатель Суперкубка Португалии: 2021

«Бавария»
- Чемпион Германии: 2024/25

Португалия (до 19)
- Серебряный призёр юношеского чемпионата Европы: 2014

Сборная Португалии
- Победитель Лиги наций УЕФА: 2024/25